# Ледниковая пещера

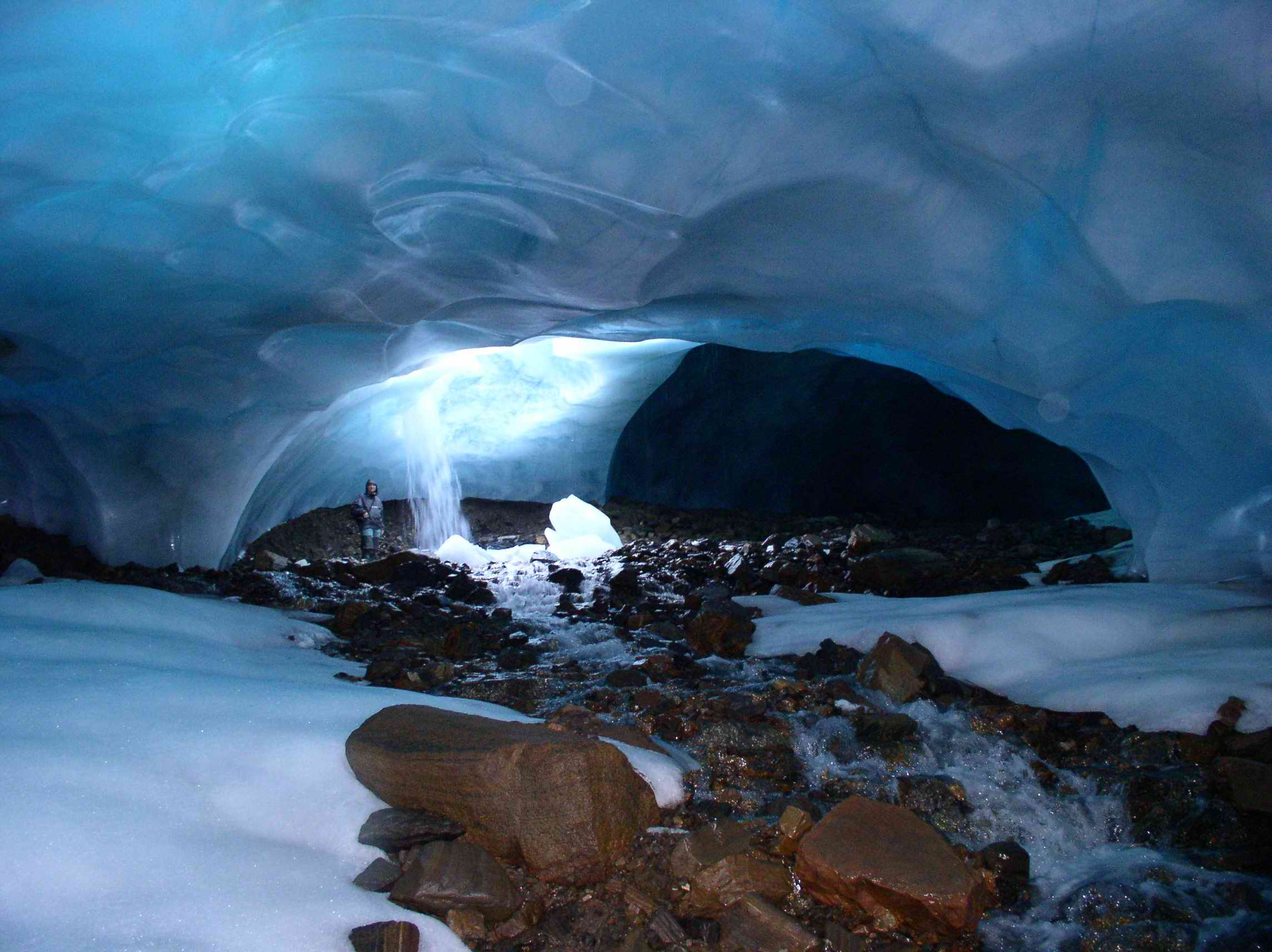
Ледниковая пещера на краю ледника Fallbreen, Шпицберген

Ледниковые пещеры — пещеры, образовавшиеся в теле ледника. Пещерные ходы могут располагаться как полностью в массиве льда, так и, частично или полностью, под ледником, в зависимости от генезиса пещеры. Крупнейшей известной ледниковой пещерой считается система Парадайз.

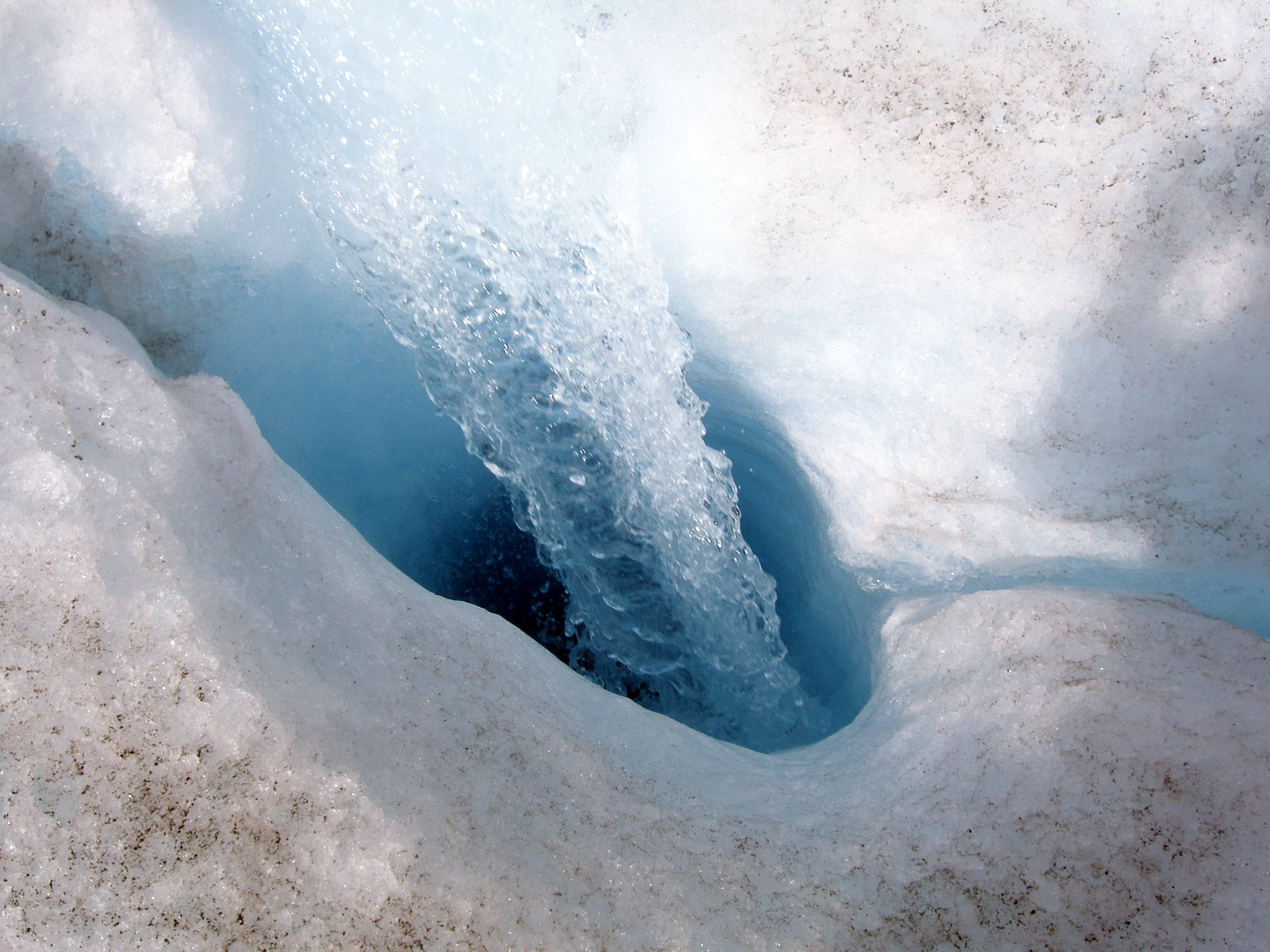
Поглощение ручья ледниковой мельницей на леднике Атабаска, Канада

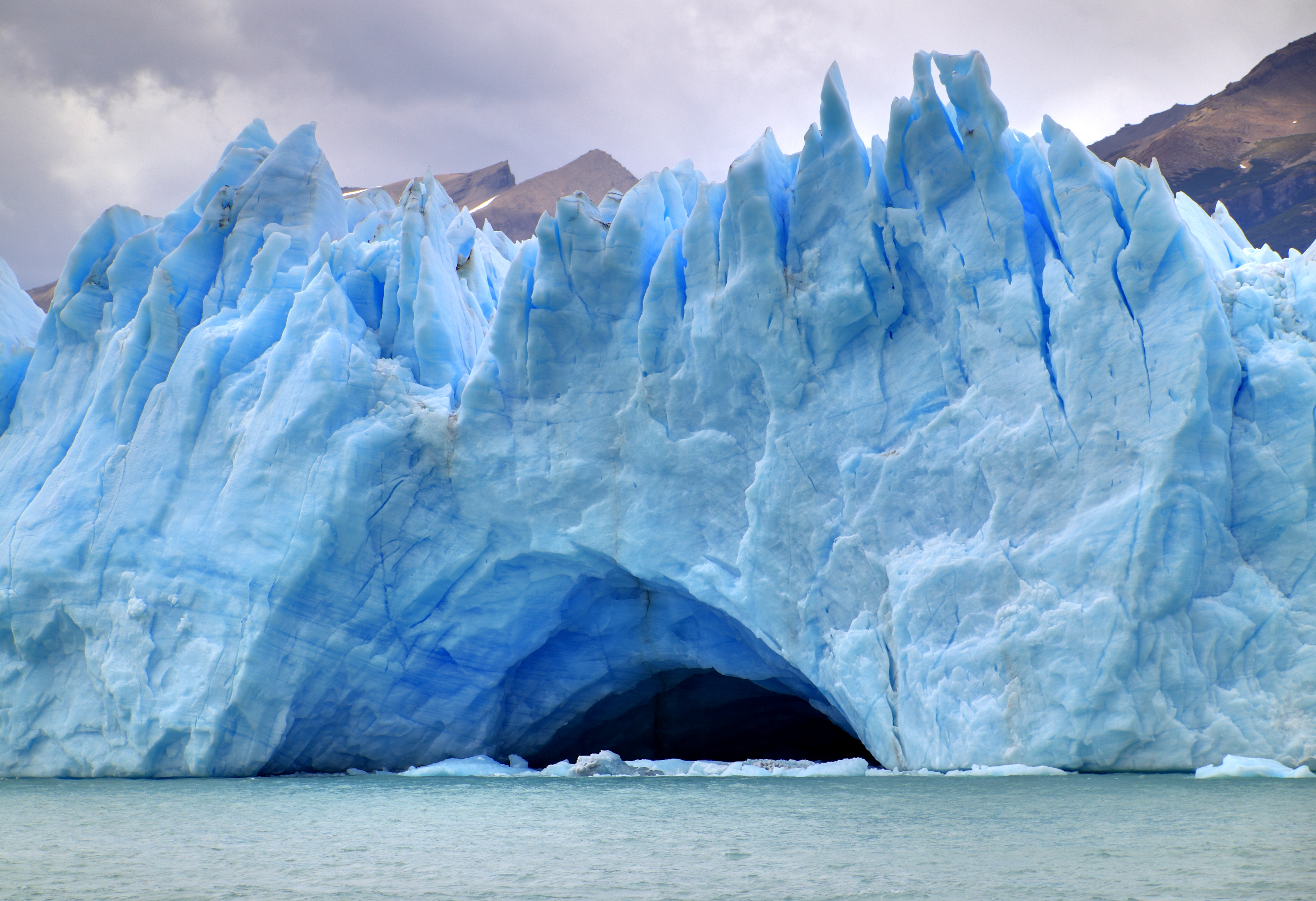
Ход в языке ледника Перито-Морено, сползающего в озеро Лаго-Архентино, Аргентинcкая Патагония

## Механизмы образования
Большинство ледниковых пещер образуется талой водой, проникающей по трещинам в тело ледника. Иногда, пройдя значительный путь по поверхности, в месте проникновения, обусловленном трещиноватостью, вода образует колодцы (ледниковые мельницы). В 1993 году в Гренландии был обнаружен и исследован гигантский ледниковый колодец «Изортог» глубиной 173 м, приток воды летом в него составлял 30 м³ и более. При этом наиболее часто доступные для человека участки пещер обнаруживаются не в местах поглощения воды, а в местах её выхода из-под языка ледника.

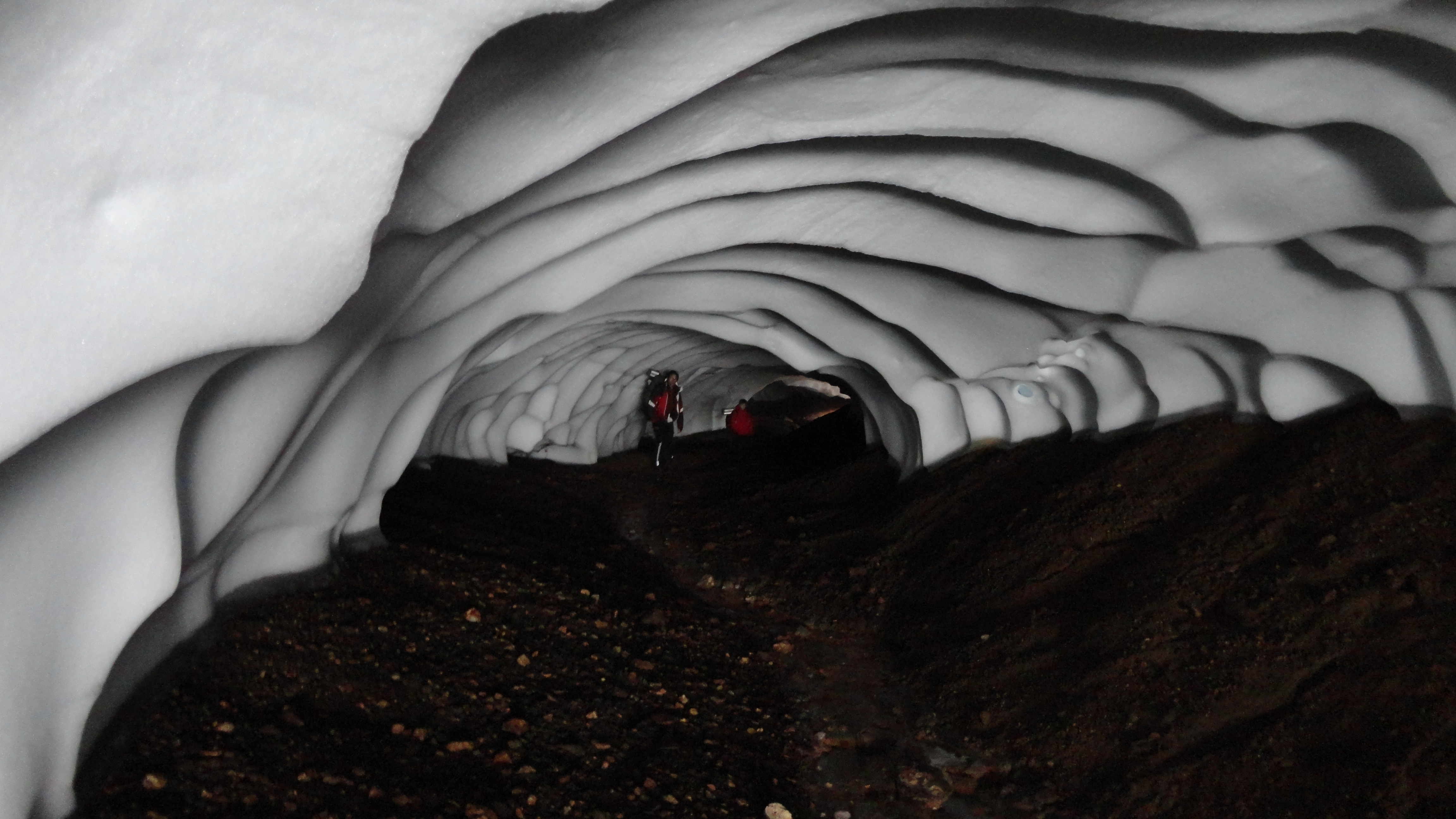
Пещера, образованная горячим источником в леднике Исландии

Реже встречаются пещеры, образованные выходами термальных вод. Такие пещеры всегда расположены по ложу ледника, под его телом.

## Особенности
В отличие от других типов пещер, ввиду подвижности и податливости вмещающей «породы», а также изменчивости внешних условий, ледниковые пещеры нестабильны и часто недолговечны.